# Vita Imana
Vita Imana es una banda de groove metal procedente de Madrid (España) formada por seis músicos y destacada por aunar sonidos agresivos y ambientales, en los que la percusión y las afinaciones graves son el motor de su característico sonido. Entre sus influencias están bandas como Gojira, Machine Head, Slipknot, Sepultura, Chimaira... Se caracterizan por realizar auténticas batucadas en directo, en la que todos los componentes utilizan instrumentos de percusión, y por un sonido en el que predominan los sonidos graves.

## Historia

### Primeros años yDespierta(2005 - 2009)
Vita Imana se funda por el baterista Daniel García y el bajista Pepe Blanco en 2005 que, tras varios intentos de crear una banda de metal, deciden crear algo nuevo y tomar su propio camino incorporando a la banda a Román García a la guitarra, Juan Barajas a la voz y a Míriam Baz a la percusión, consolidando a la banda con una formación sólida de manera definitiva.
Tras unos primeros meses el cantante decide abandonar la banda y entra en su lugar Pablo Jiménez cambiando las letras de las canciones y cambiando el idioma por el inglés. A la vez entra a formar parte del grupo el guitarrista Pedro Miguel Gómez “Puppy” consolidando la formación de 6 miembros con la que llegarían a grabar una demo de 6 temas. Tras grabar esta demo el cantante decide abandonar la banda y tras varios meses de búsqueda entra a formar parte del sexteto Javier Cardoso en 2007 retomando antiguas letras y volviendo a cambiar el idioma al castellano. La banda afirma haber encontrado al vocalista que buscaba y emprende su camino grabando su primer trabajo de calidad.
La primera demo con el nuevo cantante, "Despierta", de una calidad sonora excepcional gracias a la mezcla de Carlos Santos de Sadman Studios, llama la atención de muchos y coloca a la banda como un grupo con ciertas aspiraciones. Pero no sería hasta marzo de 2010, año en el que lanzan su primer larga duración y en el que regraban los temas de este primer trabajo, cuando Vita Imana se empieza a afianzar como una de las bandas más sólidas de la escena madrileña.
En estos primeros años la banda realiza numerosos conciertos a lo largo del país, principalmente en concursos en los que consiguen excelentes resultados, y empieza a subirse a los escenarios de festivales tan importantes como Festimad, Silverock, Arteficial.

### Primer disco:En Otro Lugar(2010)
Su primer álbum En Otro Lugar recibió muy buenas críticas por parte de los medios, y de bandas de gran proyección internacional como Gojira. Un disco que cuesta mucho sacarlo a la luz por diversos problemas en la grabación, pero con el que sorprenden gracias a su excelente sonido a cargo de Carlos Santos en la mezcla y de Mika Jussila con la masterización en Finnvox studios de Finlandia (Amorphis, Angra, Apocalyptica, Turisas) y compuesto por 13 cortes y 2 bonus tracks, entre los que destacan temas como "Gondwana", su primer videoclip dirigido por Carlos Jiménez, y otros como "Paranoia", "Nada por Ti", "Taikos", "Sistema Nervioso" o "Parásito".
Este primer disco se caracteriza por un sonido agresivo, directo y contundente, en el que predominan los temas rápidos y en los que las voces y los riffs pesados se imponen como primera seña de identidad de la banda.
Con la salida al mercado de este primer trabajo, la banda se incorpora a la agencia de management de David Sobrino, Sobry Music, y pronto empiezan a incorporarse al circuito de bandas con mayor proyección de la escena del metal en España. Destacan sus actuaciones en Europa en festivales como el Wacken Open Air de Alemania en la edición del 2010, y en el Basinfirefest de República Checa, compartiendo así cartel con bandas de la talla de Iron Maiden, Slayer, Soulfly, Ill Niño, Paradise Lost, Alice Cooper, Cannibal Corpse, Caliban, Job For A Cowboy, Gojira, Sodom, Fear Factory, etc.

### Segundo disco:ULUH(2011-2012)
Posteriormente, ya en 2011, Vita Imana firman con el sello Kaiowas Records (anterior filial de Roadrunner Records en España) para grabar un primer maxisencillo adelanto del segundo disco. Este primer adelanto, realizado a manos del ingeniero Alex Cappa en The Metal Factory Studios (técnico de sonido habitual de la banda en directo), incluía dos canciones nuevas, "Romper con Todo" y "Corpus", y otras dos extraídas de su actuación en el prestigioso festival Wacken Open Air de Alemania, "Paranoia" y "Gondwana". Precisamente "Romper con Todo", se convertirá en un tema exitoso y habitual en todos los repertorios de la banda en directo.

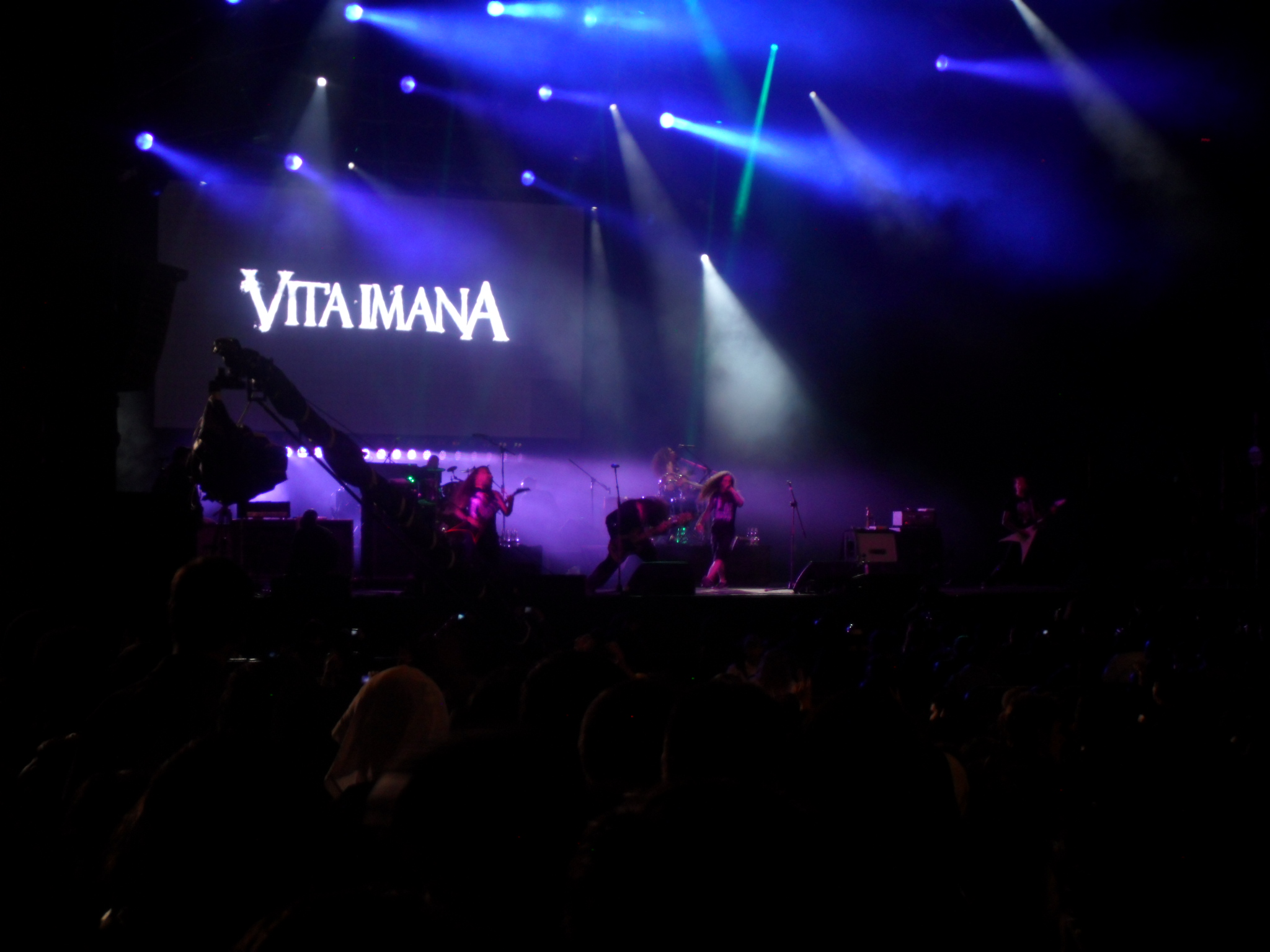
Vita Imana durante su presentación en Bogotá, en el festival Rock al Parque 2013.

Uluh, su segundo disco, sale a la venta el 30 de enero de 2012. Producido por David Sobrino, grabado y mezclado por Carlos Santos en Sadman Studios, y masterizado por Jens Bogren en los Fascination Street Studios (Opeth, Soilwork, Katatonia, Pain of Salvation), tuvo una gran acogida entre el público, y recibe sobresalientes críticas de los medios nacionales e internacionales. Destacando con canciones como la reeditada "Romper con Todo", el primer lyric-video "Quizás No Sea Nadie", el misterioso "Uluh", o el tema de su segundo videoclip "Un Nuevo Sol" (dirigido por Ibon Antuñado y producido por Curro Orellana, que recibe más de 100.000 visitas en sus primeros meses en la red), Uluh se consolida como uno de los mejores discos editados en España en el 2012.
Uluh es la evolución natural del sonido de la banda hacia otros caminos en los predominan mucho más los ambientes, las texturas y los arreglos de percusión, manteniendo el frenetismo en sus temas pero con mayor madurez compositiva. Se trata de un disco cuyo concepto gira en torno a la figura del ser humano y su situación frente al poder que la naturaleza ejerce sobre él en los aspectos más negativos y positivos. Uluh es considerado por la propia banda como "un viaje hacia un sitio inexplorado" (quizás hacia un tercer disco en el que se puedan descubrir otras facetas musicales de la banda). 
La banda emprende una extensa gira por toda España, participando en festivales como Sonisphere, Viña Rock, Costa de Fuego, Leyendas del Rock, Derrame Rock, Granitorock, y realizando cerca de 40 fechas en su "Uluh Tour 2012", algunas de ellas como teloneros de gira de la banda española Hamlet, y finalizando por todo lo alto el 17 de noviembre de 2012 en la Sala Cats de Madrid, con la participación de artistas invitados y la grabación en DVD del show.
En 2013, Vita Imana entró al estudio para grabar lo que sería su tercer disco, titulado Oceanidae, lanzado en marzo de 2014.

## Miembros
- Mero Mero (voz principal)
- David Ramos (guitarra)
- Diego López (guitarra)
- Pepe Blanco (bajo y coros)
- Míriam Baz (percusión y voz)
- Daniel García (batería)

## Discografía

### Demos
- 2007: Despierta

### Álbumes de estudio
- 2010: En otro lugar
- 2012: Uluh (CD/DVD Corpus Inside incluido)
- 2014: Oceanidae
- 2017: El M4L
- 2019: Bosa
- 2022: VI

## Premios y reconocimientos
2005
- Ganadores del Concurso "El Agujero de Wally".

2008
- Ganadores del "II Certamen Música Viva de Getafe"
- Ganadores del Concurso "Festival Efecto Camaleón"
- Ganadores del Concurso "Festimad Sur Music"
- Ganadores del "IV Concurso Tetuán en Vivo"
- Ganadores del "X Concurso Pasión Rock"

2009
- Ganadores del Concurso "80º a la Sombra"
- Ganadores del "XII Certamen Música Joven Granito Rock"
- Ganadores del "II Concurso Sala Caracol"
- II Premio del Concurso "Brujas Festival 2009"
- Ganadores del "II Concurso Cocoroko 2009"